# Ožďany
Ožďany (hongrois : Osgyán) est un village de Slovaquie situé dans la région de Banská Bystrica.

## Histoire
La première mention écrite du village date de 1332.
La localité fut annexée par la Hongrie après le premier arbitrage de Vienne le 2 novembre 1938. En 1938, on comptait 1 219 habitants dont 10 d'origine juive. Elle faisait partie du district de Rimavská Sobota (hongrois : Rimaszombati járás). Durant la période 1938 - 1945, le nom hongrois Osgyán était d'usage. À la libération, la commune a été réintégrée dans la Tchécoslovaquie reconstituée.

## Démographie

### Évolution de la population
| Année:               | 1994. | 2004.   | 2014.   | 2024.   |
| -------------------- | ----- | ------- | ------- | ------- |
| Nombre de personnes: | 1516  | 1574    | 1641    | 1583    |
| Différence:          |       | +3,82 % | +4,25 % | -3,53 % |

| Année:               | 2023. | 2024.   |
| -------------------- | ----- | ------- |
| Nombre de personnes: | 1590  | 1583    |
| Différence:          |       | -0,44 % |